# Borislavec
Borislavec (makedonsky Бориславец, 2602 m n. m.) je hora v pohoří Šar planina v severozápadní části Severní Makedonie. Nachází se na hranici mezi opštinami Vrapčište a Bogovinje v Položském regionu. Borislavec leží v severovýchodní rozsoše Rudoky. Pod severními svahy hory se rozkládá Bogovinsko ezero, pod jižními svahy Črno ezero.

## Přístup
- po značené cestě z osady Gjurgevište nebo z osady Senokos
- po značené cestě z osady Novo Selo